# مهرجان خبز الذرة القومي
مهرجان خبز الذرة القومي هو احتفال خاص بخبز الذرة والأنشطة المتعلقة بخبز الذرة. يقام المهرجان في ساوث بيتسبورغ كل عام خلال الأسبوع الأخير من شهر إبريل، ومن عوامل الجذب في مهرجان خبز الذرة:
1. طبخ خبز الذرة في الخارج
2. مسابقة أكل خبز الذرة
3. سباق خمس كيلو في المهرجان
4. زقاق خبز الذرة( عينة من مختلف وصفات خبز الذرة من المنظمات المحلية)
5. الفنون والحرف من موردي المنطقة
6. جولة تاريخية في ساوث بيتسبورغ

وفي عام 2000، تم اختيار مهرجان مخرجان خبز الذرة القومي كأحد أفضل 100 حدث في أمريكا الشمالية من قبل رابطة الحافلات الأمريكية.